# Dermot Crowley
Dermot Crowley (Cork, 19 de marzo de 1947) es un actor irlandés de teatro, cine y televisión.

## Filmografía
- Luther: The Fallen Sun, 2023, dirigida por Jamie Payne
- El prodigio, 2022, dirigida por Sebastián Lelio
- La mejor oferta, 2012, dirigida por Giuseppe Tornatore.
- Holy Water, 2009, dirigida por Tom Reeve.
- Gud, lukt och henne, 2008, dirigida por Karin Westerlund.
- Babel, 2006, dirigida por Alejandro González Iñárritu.
- Before You Go, 2002, dirigida por Lewis Gilbert.
- Agatha Christie's Poirot
- La leyenda de Bagger Vance, 2000, dirigida por Robert Redford.
- El hijo de la Pantera Rosa, 1993, dirigida por Blake Edwards.
- Star Wars: Episodio VI - El retorno del Jedi, 1983, dirigida por Richard Marquand.

## Televisión
- Luther. Serie de televisión británica (2010 - 2015).
- Midsomer Murders, episodio Down among the dead men.